# Kwaito
Kwaito is een muziekgenre dat in de jaren 1990 ontstond in Johannesburg, Zuid-Afrika. Het is erg populair bij de zwarte jeugd uit de Townships in Zuid-Afrika, Namibië en Zambia.
De muziek wordt gezongen in het Engels, Zulu, Afrikaans, Sesotho, Isicamtho (de moderne versie van de Tsotsi-taal), Oshiwambo, Duits, Nama, Namlish,... Vaak wordt er in één lied een mix van verschillende talen gebruikt. De muziek is beïnvloed door hiphop, jazz, ragga en house maar ook door lokale muziekgenres zoals marabi uit de jaren 1920, kwela uit de jaren 1950, mbaqanga, Imibongo,... Het tempo van de muziek ligt rond de 110 bpm, iets trager dan house-muziek.
De term Kwaito komt waarschijnlijk van het Afrikaanse woord kwaai.
Kwaito ontstond tijdens het einde van het apartheidsregime. Door sommigen wordt een moeheid aan de anti-apartheid strijdliederen als oorzaak van het ontstaan van kwaito gezien.
Sinds het midden van de jaren 2000 werd Kwaito verdrongen door South African House.

## Kwaito in Namibië
Vanuit Zuid-Afrika waaide Kwaito over naar buurland Namibië. Lokale kwaitoartiesten zoals Gazza, The Dogg, Ees en Sunny Boy behoren tot de populairste muzikanten van het land. Er bestaat een rivaliteit tussen Gaza en The Dogg, die elk een eigen muzieklabel hebben, respectievelijk GMP en Mshasho. Op 20 april 2013 zongen ze op de Namibian Anual Music Awards voor het eerst sinds lang weer tezamen, wat ze in het begin van hun carrière vaak deden.